# AEW Grand Slam
AEW Grand Slam es un evento de lucha libre profesional producido por All Elite Wrestling (AEW). El evento fue establecido por la empresa desde el 2021, como un episodio especial del programa de televisión semanal insignia de la empresa, Dynamite y Rampage. Este fue el debut de AEW en la ciudad de Nueva York y el debut de la empresa en el Arthur Ashe Stadium. También marcará el primer evento de AEW completo que se llevará a cabo en un estadio y el tercero en general, luego de las ediciones 2020 y 2021 de Double or Nothing en el que solo los combates del evento principal de cada uno se llevaron a cabo en el TIAA Bank Field en Jacksonville, Florida.

## Fechas y lugares
| Evento                | Fecha                         | Lugar                    | Estadio                       | Evento principal                                                                                |
| --------------------- | ----------------------------- | ------------------------ | ----------------------------- | ----------------------------------------------------------------------------------------------- |
| Grand Slam (2021)     | 22 y 24 de septiembre de 2021 | Queens, Nueva York       | Arthur Ashe Stadium           | Dr. Britt Baker D.M.D. vs. Ruby Soho                                                            |
| Grand Slam (2022)     | 21 y 23 de septiembre de 2022 | Queens, Nueva York       | Arthur Ashe Stadium           | Jon Moxley vs. Bryan Danielson                                                                  |
| Grand Slam (2023)     | 20 y 22 de septiembre de 2023 | Queens, Nueva York       | Arthur Ashe Stadium           | MJF vs. Samoa Joe                                                                               |
| Grand Slam (2024)     | 25 y 28 de septiembre de 2024 | Queens, Nueva York       | Arthur Ashe Stadium           | Jon Moxley vs. Darby Allin                                                                      |
| Grand Slam: Australia | 15 de febrero de 2025         | Brisbane, Australia      | Brisbane Entertainment Centre | Mariah May vs. «Timeless» Toni Storm                                                            |
| Grand Slam: Mexico    | 18 de junio de 2025           | Ciudad de México, México | Arena México                  | Swerve Strickland, Will Ospreay & The Opps vs. Death Riders, The Young Bucks & The Beast Mortos |

## Producción
En junio, AEW anunció que regresarían a las giras en vivo, comenzando con un episodio especial de Dynamite titulado Road Rager el 7 de julio. Poco después, AEW anunció que su episodio del 22 de septiembre sería otro episodio especial de Dynamite titulado Grand Slam. El evento estaba programado para celebrarse en el distrito de Queens, Nueva York, en el estadio Arthur Ashe.
Grand Slam marcará el primer evento de AEW celebrado en la ciudad de Nueva York, que se conoce principalmente como territorio local de WWE, así como su primer evento completo que se llevará a cabo en un estadio.

### Protocolos de COVID-19
Con los casos de COVID-19 disminuyendo debido a las vacunas en los Estados Unidos y la mayoría de los establecimientos levantando los protocolos pandémicos, AEW reanudó las giras en vivo a principios de julio, presentando espectáculos a plena capacidad. Sin embargo, poco después, los casos de COVID-19 comenzaron a aumentar nuevamente debido a la aparición de la variante Delta del virus. El 31 de agosto, AEW anunció que todos los titulares de boletos tendrían que proporcionar prueba de al menos una dosis de la vacuna COVID-19 para ingresar al Arthur Ashe Stadium, y se requeriría el uso de máscaras al ver el evento de Grand Slam.

## Ediciones

### 2021
Grand Slam 2021 fue un especial de televisión que se transmitirá en vivo el 22 de septiembre de 2021 por el canal televisivo estadounidense TBS, como especiales de los programas de televisión semanales Dynamite y Rampage, desde el Arthur Ashe Stadium en Queens, Nueva York.

#### Dynamite 22 de septiembre
- Kenny Omega (con Don Callis) y Bryan Danielson empataron sin resultado (30:00).
  - La lucha resultó en empate cuando superó el tiempo de límite de los 30 minutos reglamentarios.
  - Después de la lucha, SuperKliq (Adam Cole & The Young Bucks (Matt Jackson & Nick Jackson)) atacaron a Danielson, pero fueron detenidos por Christian Cage y Jurassic Express (Jungle Boy & Luchasaurus).
  - El Campeonato Mundial de AEW y el Megacampeonato de AAA de Omega no estuvieron en juego.
  - Esta lucha fue calificada con 5 estrellas por el periodista Dave Meltzer, siendo el noveno combate de AEW en recibir esta calificación.
- MJF (con Wardlow) derrotó a Brian Pillman Jr. (con Julia Hart) (9:20).
  - MJF forzó a Pillman Jr. a rendirse con un «Salt of the Earth».
- Malakai Black derrotó a Cody Rhodes (con Arn Anderson & Brandi Rhodes) (11:05).
  - Black cubrió a Rhodes con un «Roll-Up».
- Darby Allin & Sting derrotaron a FTR (Cash Wheeler & Dax Harwood) (con Tully Blanchard) (9:25).
  - Sting forzó a Harwood a rendirse con un «Scorpion Deathlock».
- Dr. Britt Baker D.M.D. (con Rebel & Jamie Hayter) derrotó a Ruby Soho y retuvo el Campeonato Mundial Femenino de AEW (13:20).
  - Baker forzó a Soho a rendirse con un «Lockjaw».
  - Durante la lucha, Rebel y Hayter interfirieron a favor de Baker.

#### Rampage 24 de septiembre
- CM Punk derrotó a Powerhouse Hobbs (con Hook) (13:25).
  - Punk cubrió a Hobbs después de un «Go To Sleep».
- SuperKliq (Adam Cole & The Young Bucks (Matt Jackson & Nick Jackson)) (con Brandon Cutler & Doc Gallows) derrotaron a Christian Cage y Jurassic Express (Jungle Boy & Luchasaurus) (con Marko Stunt) (14:35).
  - Cole cubrió a Luchasaurus después de un «BTE Trigger» de The Young Bucks, seguido de un «The Boom».
- The Men of the Year (Ethan Page & Scorpio Sky) (con Dan Lambert) derrotaron a The Inner Circle (Chris Jericho & Jake Hager) (11:00).
  - Scorpio Sky cubrió a Hager con un «Roll-Up».
  - Durante la lucha, Lambert interfirió a favor de The Men of the Year.
  - Después de la lucha, American Top Team y The Men of the Year atacaron a The Inner Circle.
- Lucha Bros (Penta El Zero M & Rey Fenix) y Proud & Powerful (Santana & Ortiz) (con Alex Abrahantes) derrotaron a The Hardy Family Office (Private Party (Marq Quen & Isiah Kassidy) y The Butcher & The Blade) (con Matt Hardy) (9:20).
  - Santana cubrió a Quen después de un «Street Sweeper».
- Penelope Ford (con The Bunny) derrotó a Anna Jay (6:45).
  - Ford cubrió a Jay después que la atacara con una Manopla.
  - Durante la lucha, The Bunny interfirió a favor de Ford.
  - Después de la lucha, The Bunny y Ford atacaron a Jay y Tay Conti.
  - Después de la lucha,  The Hardy Family Office (The Butcher & The Blade) (con Matt Hardy) interfirió a favor de Ford y The Bunny, pero fueron detenidos por Orange Cassidy, Kris Statlander y The Dark Order.
- Jon Moxley & Eddie Kingston derrotaron a Suzuki-gun (Minoru Suzuki & Lance Archer) en un Lights Out Match (14:56).
  - Kingston cubrió a Archer después que lo atacara con un palo de kendo sobre un tarro en la cabeza.
  - Durante la lucha, Homicide interfirió a favor de Moxley & Kingston.

### 2022
Grand Slam 2022 fue un especial de televisión que se transmitirá en vivo el 21 de septiembre de 2022 por el canal televisivo estadounidense TBS, como especiales de los programas de televisión semanales Dynamite y Rampage, desde el Arthur Ashe Stadium en Queens, Nueva York.

#### Antecedentes
En el episodio del 3 de junio de 2022 de Rampage, el vigente campeón mundial CM Punk, que había ganado el título unos días antes en Double or Nothing, anunció que estaba lesionado y que debía ser operado, por lo que el presidente de AEW, Tony Khan, decidió que se coronaría un campeón interino hasta el regreso de Punk, tras lo cual, Punk se enfrentaría al campeón interino para determinar el campeón indiscutible. Finalmente, Jon Moxley sería en ganador del campeonato interino al derrotar a Hiroshi Tanahashi el 26 de junio en AEWxNJPW: Forbidden Door en la final del torneo. No obstante, a inicios del mes de agosto, Punk hizo su regreso y se enfrentó a Moxley el 24 de agosto en Dynamite, saliendo derrotado en menos de 4 minutos de lucha y coronándose Moxley como el campeón indiscutido de la empresa. Debido a esto, se pactó una revancha para All Out donde Punk logró recuperar el título al vencer a Moxley en una disputada contienda. Sin embargo, Punk sería suspendido y despojado del título por Khan tres días después en el episodio del 7 de septiembre de Dynamite debido a un altercado físico legítimo entre The Young Bucks, Kenny Omega, Ace Steel y el mismo Punk en la rueda de prensa posterior al evento. Ese mismo día, Khan anunció que se realizaría un "Torneo de Campeones Grand Slam" para coronar un nuevo campeón mundial en el especial de Dynamite: Grand Slam, con Bryan Danielson, Sammy Guevara, Darby Allin y los excampeones "Hangman" Adam Page, Chris Jericho y Jon Moxley como participantes. En la primera ronda, Danielson derrotó a Page y Guevara a Allin en el episodio de Rampage emitido el 9 de septiembre para avanzar a semifinales. El 14 de septiembre, en Dynamite, Moxley derrotaría a Guevara y Danielson a Jericho para ser los finalistas por el campeonato mundial en Dynamite: Grand Slam.
El 4 de septiembre, en el evento All Out, Swerve In Our Glory (Keith Lee & Swerve Strickland) derrotaron a The Acclaimed (Anthony Bowens & Max Caster) para retener el Campeonato Mundial en Parejas de AEW. Sin embargo, en el episodio del 7 de septiembre de Dynamite, se programó una revancha por el campeonato en Dynamite: Grand Slam. Una semana después, en el episodio del 14 de septiembre de Dynamite, Lee y Strickland retendrían sus campeonatos ante Lucha Bros (Penta El Zero M & Rey Fénix) para seguir siendo los campeones titulares para la lucha ante The Acclaimed.
En el pre-show de All Out, Pac derrotó a Kip Sabian para retener su campeonato All-Atlantic de AEW, siendo interrumpido por Orange Cassidy quien insinuó un desafío por el título que fue rechazado inmeditamente por Pac. El 14 de septiembre en Dynamite, Pac se encontraba dando una entrevista tras bastidores en la que resaltaba efusivamente que era el primer campeón All-Atlantic de AEW, y a su vez, el primer doble campeón en la historia de AEW al ser campeón mundial de Tríos como parte del stable Death Triangle (al derrotar precisamente al stable de Cassidy, Best Friends por los títulos vacantes en el Dynamite del 7 de septiembre). Sin embargo, sería interrumpido por Orange Cassidy, quien lo atacaría desprevenidamente y le prometería que "ya no sería más ese doble campeón". Posteriormente, AEW hizo oficial la lucha entre Pac y Cassidy por el Campeonato All-Atlantic de AEW en Dynamite: Grand Slam.
El 14 de septiembre de Dynamite, se anunció una lucha en parejas femenina en la Serena Deeb y Dr. Britt Baker D.M.D hicieron equipo para derrotar a la campeona mundial femenina interina de AEW, Toni Storm y Athena. No obstante, una vez finalizada la contienda, Baker y Deeb continuaron atacando a Storm y Athena, y Jamie Hayter hizo su regreso desde All Out para atacar a la campeona con una silla. Luego de esto, se anunció que Storm defendería su campeonato interino ante Athena, Deeb y Baker en Dynamite: Grand Slam.
En el episodio del 16 de septiembre de Rampage, Claudio Castagnoli se encontraba dando una entrevista a Tony Schiavone pero es interrumpido por Chris Jericho, quien le resalta que el ha sido campeón mundial en varias empresas a nivel global, pero nunca lo hizo en Ring of Honor, por lo que lanza un reto directo a Castagnoli por el ROH World Championship en Dynamite: Grand Slam que fue aceptado inmediatamente por este.
En el pre-show de All Out, Hook derrotó a Angelo Parker para retener el Campeonato FTW. Una vez finalizada la contienda, el compañero de equipo de Parker, Matt Menard, atacó a Hook hasta que el rapero Action Bronson salvó a Hook de Menard y Parker. En el episodio del 14 de septiembre de Dynamite, se anunció un combate entre Bronson y Hook contra Menard y Parker para Rampage: Grand Slam.
Originalmente Eddie Kingston y Sammy Guevara estaban pactados para enfrentarse en All Out, sin embargo, AEW suspendió discretamente a Kingston después de tener una disputa verbal legítima entre bastidores con Guevara. Después de que se levantó la suspensión de Kingston, se anunció que la lucha se daría oficialmente en Rampage: Grand Slam.
En el episodio especial Dynamite: Fight for the Fallen del 27 de julio, después de que Ricky Starks perdiera el Campeonato FTW, su compañero de equipo Powerhouse Hobbs lo atacó a traición, disolviéndose el Team Taz. Debido a esto, se programó una lucha entre Starks y Hobbs para All Out, que ganó este último. Días después, en el episodio del 14 de septiembre de Dynamite, después de que Hobbs derrotara a un talento local, Starks hizo su regreso, atacándolo. Finalmente, en el episodio del 16 de septiembre de Rampage, se anunció una revancha entre Starks y Hobbs para Rampage: Grand Slam.

#### Dynamite 21 de septiembre
- Chris Jericho derrotó a Claudio Castagnoli y ganó el Campeonato Mundial de ROH (14:25).[14]
  - Jericho cubrió a Castagnoli después de un «Judas Effect».
- The Acclaimed (Anthony Bowens & Max Caster) (con Billy) derrotaron a Swerve In Our Glory (Keith Lee & Swerve Strickland) y ganaron el Campeonato Mundial en Parejas de AEW (13:00).[14]
  - Caster cubrió a Strickland después de un «Mic Drop».
  - Durante la lucha, Billy interfirió a favor de The Acclaimed.
- PAC derrotó a Orange Cassidy y retuvo el Campeonato Atlantico de AEW (13:00).[14]
  - PAC cubrió  a Cassidy después de atacarlo con un martillo.
- Toni Storm derrotó a Serena Deeb, Athena y Dr. Britt Baker D.M.D (con Rebel) y retuvo el Campeonato Mundial Femenino Interino de AEW (9:50).[14]
  - Storm cubrió a Baker con un «Roll-Up».
  - Durante la lucha, Rebel interfirió  a favor de Baker.
  - Después de la lucha, Baker, Rebel, Deeb y Jamie Hayter atacaron a Storm y Athena, pero fueron detenidas por la debutante Saraya.
- Jon Moxley derrotó a Bryan Danielson y ganó el Campeonato Mundial de AEW (19:15).[14]
  - Moxley dejó inconsciente a Danielson después de un «Sleeper Hold».

#### Rampage 23 de septiembre
- Dudes With Attitudes (Sting & Darby Allin) derrotaron a House of Black (Brody King & Buddy Matthews) (con Julia Hart) en un No Disqualification Match.[15]
  - Sting cubrió a Matthews después de un «Scorpion Death Drop».
  - Durante la lucha, Hart interfirió a favor de House of Black; mientras que The Great Muta interfirió a favor de Dudes With Attitudes.
- Hook & Action Bronson derrotaron a Jericho Appreciation Society (Angelo Parker & Matt Menard).
  - Hook & Bronson forzaron a Parker & Menard a rendirse con un doble «Redrum».
- Wardlow & Samoa Joe derrotaron a Tony Nese & Josh Woods (con "Smart" Mark Sterling).[15]
  - Joe cubrió a Nese después de un «Muscle Buster»
  - Después de la lucha, Nese & Woods atacaron a Joe, pero fueron detenidos por Wardlow.
  - Después de la lucha, Wardlow atacó a Sterling.
- Jungle Boy derrotó a Rey Fénix (con Alex Abrahantes).
  - Jungle Boy cubrió a Fénix con un «Roll-Up».
  - Después de la lucha, ambos se dieron la mano en señal de respeto.
  - Después de la lucha, Luchasaurus atacó a Jungle Boy.
- Sammy Guevara (con Tay Melo) derrotó a Eddie Kingston por descalificación.
  - Kingston fue descalificado después que no soltara a Guevara luego de la cuenta de tres.
  - Durante la lucha, Melo interfirió a favor de Guevara.
- Jade Cargill (con Kiera Hogan & Leila Grey) derrotó a Diamante (con Trina) y retuvo el Campeonato TBS de AEW.[15]
  - Cargill cubrió a Diamante después de un «Jaded».
  - Después de la lucha, Trina atacó a Diamante.
- "Hangman" Adam Page ganó el Golden Ticket Battle Royale y una oportunidad por Campeonato Mundial de AEW.[15]
  - Page eliminó finalmente a Rush, ganando la lucha.
  - Los otros participantes fueron: Jay Lethal, Lance Archer, Penta El Zero M, The Butcher, The Blade, Evil Uno, John Silver, Preston Vance, Isiah Kassidy, Marq Quen, Brian Cage, Danhausen, Dante Martin, Ari Daivari, Daniel Garcia, Cole Karter, Chuck Taylor, Trent Beretta, Jake Hager, Dalton Castle, Lee Moriarty, Matt Hardy y QT Marshall.
- Ricky Starks derrotó a Powerhouse Hobbs en un Lights Out Match.
  - Starks cubrió a Hobbs después de un «Roshambo».

#### Torneo de CampeonesGrand Slam(2022)
|  | Primera ronda Dynamite (7 de septiembre de 2022) Rampage (9 de septiembre de 2022) | Primera ronda Dynamite (7 de septiembre de 2022) Rampage (9 de septiembre de 2022) | Primera ronda Dynamite (7 de septiembre de 2022) Rampage (9 de septiembre de 2022) |                 |               | Semifinal Dynamite (14 de septiembre de 2022) | Semifinal Dynamite (14 de septiembre de 2022) | Semifinal Dynamite (14 de septiembre de 2022) |       |  | Final Dynamite: Grand Slam (21 de septiembre de 2022) | Final Dynamite: Grand Slam (21 de septiembre de 2022) | Final Dynamite: Grand Slam (21 de septiembre de 2022) |  |
|  |                                                                                    |                                                                                    |                                                                                    |                 |               |                                               |                                               |                                               |       |  |                                                       |                                                       |                                                       |  |
|  |                                                                                    |                                                                                    |                                                                                    |                 |               |                                               |                                               |                                               |       |  |                                                       |                                                       |                                                       |  |
|  | "Hangman" Adam Page                                                                | "Hangman" Adam Page                                                                | 23:04                                                                              |                 |               |                                               |                                               |                                               |       |  |                                                       |                                                       |                                                       |  |
|  | "Hangman" Adam Page                                                                | "Hangman" Adam Page                                                                | 23:04                                                                              |                 |               |                                               |                                               |                                               |       |  |                                                       |                                                       |                                                       |  |
|  | Bryan Danielson                                                                    | Bryan Danielson                                                                    | Pin                                                                                |                 |               |                                               |                                               |                                               |       |  |                                                       |                                                       |                                                       |  |
|  | Bryan Danielson                                                                    | Bryan Danielson                                                                    | Pin                                                                                |                 | Chris Jericho | Chris Jericho                                 | 19:49                                         |                                               |       |  |                                                       |                                                       |                                                       |  |
|  |                                                                                    |                                                                                    |                                                                                    |                 | Chris Jericho | Chris Jericho                                 | 19:49                                         |                                               |       |  |                                                       |                                                       |                                                       |  |
|  |                                                                                    |                                                                                    | Bryan Danielson                                                                    | Bryan Danielson | Sub           |                                               |                                               |                                               |       |  |                                                       |                                                       |                                                       |  |
|  |                                                                                    |                                                                                    | Bryan Danielson                                                                    | Bryan Danielson | Sub           |                                               |                                               |                                               |       |  |                                                       |                                                       |                                                       |  |
|  |                                                                                    |                                                                                    |                                                                                    |                 |               |                                               |                                               |                                               |       |  |                                                       |                                                       |                                                       |  |
|  |                                                                                    |                                                                                    |                                                                                    |                 |               |                                               |                                               |                                               |       |  |                                                       |                                                       |                                                       |  |
|  |                                                                                    |                                                                                    |                                                                                    |                 |               |                                               | Bryan Danielson                               | Bryan Danielson                               | 19:15 |  |                                                       |                                                       |                                                       |  |
|  |                                                                                    |                                                                                    |                                                                                    |                 |               |                                               |                                               |                                               | 19:15 |  |                                                       |                                                       |                                                       |  |
|  |                                                                                    |                                                                                    | Jon Moxley                                                                         | Jon Moxley      | KO            |                                               |                                               |                                               |       |  |                                                       |                                                       |                                                       |  |
|  | Sammy Guevara                                                                      | Sammy Guevara                                                                      | Jon Moxley                                                                         | Jon Moxley      | KO            | Pin                                           |                                               |                                               |       |  |                                                       |                                                       |                                                       |  |
|  | Sammy Guevara                                                                      | Sammy Guevara                                                                      |                                                                                    |                 |               |                                               |                                               |                                               |       |  |                                                       |                                                       |                                                       |  |
|  | Darby Allin                                                                        | Darby Allin                                                                        | 11:06                                                                              |                 |               |                                               |                                               |                                               |       |  |                                                       |                                                       |                                                       |  |
|  | Darby Allin                                                                        | Darby Allin                                                                        | 11:06                                                                              |                 | Sammy Guevara | Sammy Guevara                                 | 13:46                                         |                                               |       |  |                                                       |                                                       |                                                       |  |
|  |                                                                                    |                                                                                    |                                                                                    |                 | Sammy Guevara | Sammy Guevara                                 | 13:46                                         |                                               |       |  |                                                       |                                                       |                                                       |  |
|  |                                                                                    |                                                                                    | Jon Moxley                                                                         | Jon Moxley      | Pin           |                                               |                                               |                                               |       |  |                                                       |                                                       |                                                       |  |
|  |                                                                                    |                                                                                    | Jon Moxley                                                                         | Jon Moxley      | Pin           |                                               |                                               |                                               |       |  |                                                       |                                                       |                                                       |  |
|  |                                                                                    |                                                                                    |                                                                                    |                 |               |                                               |                                               |                                               |       |  |                                                       |                                                       |                                                       |  |
|  |                                                                                    |                                                                                    |                                                                                    |                 |               |                                               |                                               |                                               |       |  |                                                       |                                                       |                                                       |  |
|  |                                                                                    |                                                                                    |                                                                                    |                 |               |                                               |                                               |                                               |       |  |                                                       |                                                       |                                                       |  |
|  |                                                                                    |                                                                                    |                                                                                    |                 |               |                                               |                                               |                                               |       |  |                                                       |                                                       |                                                       |  |

1. 1 2  Chris Jericho y Jon Moxley quedaron exentos de la primera ronda por lo que fueron asignados directamente a las semifinales.

### 2023
Grand Slam 2023 fue un especial de televisión que se transmitió en vivo el 20 de septiembre de 2023 por el canal televisivo estadounidense TBS y MTV, como especiales de los programas de televisión semanales Dynamite y Rampage, desde el Arthur Ashe Stadium en Queens, Nueva York.

#### Dynamite 20 de septiembre
- El Campeón de Peso Abierto STRONG Eddie Kingston derrotó a Claudio Castagnoli (con Wheeler Yuta) y ganó el Campeonato Mundial de ROH.
  - Kingston cubrió a Castagnoli después de un «Powerbomb».
  - Después de la lucha, Castagnoli y Kingston se dieron la mano en señal de respeto.
  - Ambos campeonatos estuvieron en juego.
- Chris Jericho derrotó a Sammy Guevara.
  - Jericho cubrió a Guevara después de un «Codebreaker» en el aire.
  - Después de la lucha, Guevara traicionó a Jericho uniéndose a Don Callis Family.
- Rey Fénix (con Alex Abrahantes) derrotó a Jon Moxley y ganó el Campeonato Internacional de AEW.
  - Fénix cubrió a Moxley después de dos «Fire Thunder Driver».
  - Después de la lucha, Moxley tuvo que ser atendido por médicos tras sufrir una conmoción cerebral.
- Saraya (con Ruby Soho) derrotó a Toni Storm y retuvo el Campeonato Mundial Femenino de AEW.
  - Saraya cubrió a Storm después de un «Good Knight» desde la segunda cuerda.
  - Durante la lucha, Soho interfirió a favor de Saraya.
- MJF derrotó a Samoa Joe y retuvo el Campeonato Mundial de AEW.
  - MJF dejó inconsiciente a Joe con un «Coquina Clutch» reforzado con una cadena.
  - Durante la lucha, Adam Cole interfirió a favor de MJF.
  - Después de la lucha, Joe y MJF se dieron la mano en señal de respeto.

#### Rampage 22 de septiembre
- Dudes With Attitudes (Sting & Darby Allin) (con Nick Wayne) derrotaron a Christian Cage & Luchasaurus.
  - Allin cubrió a Cage con un «Roll-Up».
  - Durante la lucha, Wayne interfirió a favor de Dudes With Attitudes.
- Hook, Orange Cassidy & Kris Statlander derrotaron a Angelo Parker, Matt Menard & Anna Jay.
  - Cassidy cubrió a Parker después de un «Orange Punch».
- The Righteous (Vincent & Dutch) derrotaron a Best Friends (Chuck Taylor & Trent Beretta), The Kingdom (Matt Taven & Mike Bennett) y The Hardys (Matt Hardy & Jeff Hardy) y ganaron una oportunidad por el Campeonato Mundial en Parejas de ROH.
  - Vincent cubrió a Taylor después de un «Swanton Bomb» de Jeff.
- The Acclaimed (Anthony Bowens, Max Caster & Billy "Daddy Ass") derrotaron a The Dark Order (Evil Uno, Alex Reynolds & John Silver) y retuvieron el Campeonato Mundial de Tríos de AEW.
  - Bowens cubrió a Reynolds después de un «Falcon Arrow»,
- Julia Hart derrotó a Skye Blue.
  - Hart forzó a Blue a rendirse con un «Scissor Sister».
  - Después de la lucha, Hart atacó a Blue pero fue detenida por Willow Nightingale.
- Mike Santana derrotó a Boulder (con Bronson).
  - Santana cubrió a Boulder después de un «Double Underhook».
  - Después de la lucha, Ortiz confrontó a Santana.
- The Elite ("Hangman" Adam Page, Matt Jackson & Nick Jackson) derrotaron a Mogul Embassy (Brian Cage, Kaun & Toa Liona) (con Swerve Strickland & Prince Nana) y ganaron el Campeonato Mundial de Tríos de ROH.
  - Page cubrió a Cage con un «Roll-Up».
  - Durante la lucha, Nana & Strickland interfirieron a favor de Mogul Embassy.

#### Torneo EliminatorioGrand Slampor elCampeonato Mundial Peso Pesado de AEW
|  | Primera Ronda                                        | Primera Ronda                                        | Primera Ronda                                        |                 |                 | Semifinales                 | Semifinales                 | Semifinales                 |  |                 | Final                       | Final                       | Final                       |  |
|  | Dynamite (6 de septiembre) Rampage (8 de septiembre) | Dynamite (6 de septiembre) Rampage (8 de septiembre) | Dynamite (6 de septiembre) Rampage (8 de septiembre) |                 |                 | Collision (9 de septiembre) | Collision (9 de septiembre) | Collision (9 de septiembre) |  |                 | Dynamite (13 de septiembre) | Dynamite (13 de septiembre) | Dynamite (13 de septiembre) |  |
|  |                                                      |                                                      |                                                      |                 |                 |                             |                             |                             |  |                 |                             |                             |                             |  |
|  |                                                      |                                                      |                                                      |                 |                 |                             |                             |                             |  |                 |                             |                             |                             |  |
|  | Darby Allin                                          | Darby Allin                                          | Sub                                                  |                 |                 |                             |                             |                             |  |                 |                             |                             |                             |  |
|  | Darby Allin                                          | Darby Allin                                          | Sub                                                  |                 |                 |                             |                             |                             |  |                 |                             |                             |                             |  |
|  | Nick Wayne                                           | Nick Wayne                                           | 11:55                                                |                 |                 |                             |                             |                             |  |                 |                             |                             |                             |  |
|  | Nick Wayne                                           | Nick Wayne                                           | 11:55                                                |                 | Darby Allin     | Darby Allin                 | 14:55                       |                             |  |                 |                             |                             |                             |  |
|  |                                                      |                                                      |                                                      |                 | Darby Allin     | Darby Allin                 | 14:55                       |                             |  |                 |                             |                             |                             |  |
|  |                                                      |                                                      | Roderick Strong                                      | Roderick Strong | Pin             |                             |                             |                             |  |                 |                             |                             |                             |  |
|  | Roderick Strong                                      | Roderick Strong                                      | Roderick Strong                                      | Roderick Strong | Pin             | Pin                         |                             |                             |  |                 |                             |                             |                             |  |
|  | Roderick Strong                                      | Roderick Strong                                      |                                                      |                 |                 |                             |                             |                             |  |                 |                             |                             |                             |  |
|  | Trent Beretta                                        | Trent Beretta                                        | 11:04                                                |                 |                 |                             |                             |                             |  |                 |                             |                             |                             |  |
|  | Trent Beretta                                        | Trent Beretta                                        | 11:04                                                |                 |                 |                             |                             |                             |  | Roderick Strong | Roderick Strong             | 10:50                       |                             |  |
|  |                                                      |                                                      |                                                      |                 |                 |                             |                             |                             |  | Roderick Strong | Roderick Strong             | 10:50                       |                             |  |
|  |                                                      |                                                      | Samoa Joe                                            | Samoa Joe       | Sub             |                             |                             |                             |  |                 |                             |                             |                             |  |
|  | Penta El Zero M                                      | Penta El Zero M                                      | Samoa Joe                                            | Samoa Joe       | Sub             | Pin                         |                             |                             |  |                 |                             |                             |                             |  |
|  | Penta El Zero M                                      | Penta El Zero M                                      |                                                      |                 |                 |                             |                             |                             |  |                 |                             |                             |                             |  |
|  | Jay Lethal                                           | Jay Lethal                                           | 11:00                                                |                 |                 |                             |                             |                             |  |                 |                             |                             |                             |  |
|  | Jay Lethal                                           | Jay Lethal                                           | 11:00                                                |                 | Penta El Zero M | Penta El Zero M             | 15:00                       |                             |  |                 |                             |                             |                             |  |
|  |                                                      |                                                      |                                                      |                 | Penta El Zero M | Penta El Zero M             | 15:00                       |                             |  |                 |                             |                             |                             |  |
|  |                                                      |                                                      | Samoa Joe                                            | Samoa Joe       | Sub             |                             |                             |                             |  |                 |                             |                             |                             |  |
|  | Samoa Joe                                            | Samoa Joe                                            | Samoa Joe                                            | Samoa Joe       | Sub             | Sub                         |                             |                             |  |                 |                             |                             |                             |  |
|  | Samoa Joe                                            | Samoa Joe                                            |                                                      |                 |                 |                             |                             |                             |  |                 |                             |                             |                             |  |
|  | Jeff Hardy                                           | Jeff Hardy                                           | 8:00                                                 |                 |                 |                             |                             |                             |  |                 |                             |                             |                             |  |
|  | Jeff Hardy                                           | Jeff Hardy                                           | 8:00                                                 |                 |                 |                             |                             |                             |  |                 |                             |                             |                             |  |
|  |                                                      |                                                      |                                                      |                 |                 |                             |                             |                             |  |                 |                             |                             |                             |  |

### 2024
Grand Slam 2024 será un especial de televisión que se transmitirá en vivo el 25 de septiembre de 2024 por el canal televisivo estadounidense TBS, como especiales de los programas de televisión semanales Dynamite y Collision, desde el Arthur Ashe Stadium en Queens, Nueva York.

#### Dynamite 25 de septiembre
- Bryan Danielson derrotó a Nigel McGuinness (18:50).
  - Danielson forzó a McGuinness a rendirse con un «LeBell Lock».
  - El Campeonato Mundial de AEW de Danielson no estuvo en juego.
- Hook derrotó a Roderick Strong en un FTW Rules Match y retuvo el Campeonato FTW (9:00).
  - Hook forzó a Strong a rendirse con un «Redrum».
  - Después de la lucha, ambos se dieron la mano en señal de respeto.
  - Después de la lucha, Hook retiró el campeonato.
- The Young Bucks (Matthew Jackson & Nicholas Jackson) derrotaron a United Empire (Will Ospreay & Kyle Fletcher) y retuvieron el Campeonato Mundial en Parejas de AEW (19:30).
  - Nicholas cubrió a Fletcher después de un «Double Superkick» y un «BTE Trigger».
- Mariah May derrotó a Yuka Sakazaki y retuvo el Campeonato Mundial Femenino de AEW (6:10).
  - May cubrió a Sakazaki después de un «Knee Strike» y un «Storm Zero».
  - Después de la lucha, May atacó a Sakazaki, pero fue detenida por Willow Nightingale.
  - Después de la lucha, Nightingale confrontó a May, pero fue detenida por Mina Shirakawa.
- Jon Moxley (con Marina Shafir) derrotó a Darby Allin y ganó una oportunidad por el Campeonato Mundial de AEW en WrestleDream (18:45).
  - Moxley cubrió a Allin después de un «Paradigm Shift».
  - Durante la lucha, Shafir interfirió a favor de Moxley.
  - Después de la lucha, Bryan Danielson atacó a Moxley, pero fue detenido por PAC & Claudio Castagnoli, siendo alejados por Komander & Private Party (Isiah Kassidy & Marq Quen).

#### Collision 28 de septiembre
- Jamie Hayter derrotó a Saraya (con Harley Cameron) en un Saraya's Rules Match (8:05).
  - Hayter cubrió a Saraya después de un «Hayterade».
  - Durante la lucha, Cameron interfirió a favor de Saraya.
- The Learning Tree (Chris Jericho, Big Bill & Bryan Keith) derrotó a The Conglomeration (Mark Briscoe, Kyle O'Reilly & Orange Cassidy) en un Tornado Trios Match (8:00).
  - Jericho cubrió a Briscoe después de un «Chokeslam» de Bill sobre una mesa.
- Brody King derrotó a Action Andretti (1:40).
  - King cubrió a Andretti después de un «Gonzo Bomb».
  - Después de la lucha, Lance Archer y The Righteous (Dutch y Vincent) atacaron a Top Flight (Dante y Darius Martin) y Lio Rush.
- Jack Perry derrotó a Minoru Suzuki y retuvo el Campeonato TNT de AEW (8:15).
  - Perry ganó la lucha, después que Suzuki no llegara al ring tras el conteo de 10.
  - Después de la lucha, Perry atacó a Suzuki, pero fue detenido por Katsuyori Shibata.
- PAC & Blackpool Combat Club (Claudio Castagnoli & Wheeler Yuta) derrotaron a Komander & Private Party (Isiah Kassidy & Marq Quen) y retuvieron el Campeonato Mundial de Tríos de AEW (7:10).
  - Yuta forzó a Kassidy a rendirse con un «Cattle Mutilation».
- Hologram derrotó a The Beast Mortos y Dralístico (10:35).
  - Hologram cubrió a Dralistico con un «Roll-Up».
  - Después de la lucha, Rush,  Dralistico y Mortos atacaron a Hologram.
- «Hangman» Adam Page derrotó a Jeff Jarrett (con Karen Jarrett) en un Lumberjack Strap Match (13:20).
  - Page cubrió a Jarrett después de un «Low Blow seguido de un »«Dead Eye».
  - Durante la lucha, Karen interfirió a favor de Jeff.
- Kazuchika Okada derrotó a Sammy Guevara (12:20).
  - Okada cubrió a Guevara después de un «Rainmaker».
  - Como resultado, Guevara no podrá desafiar a Okada por el Campeonato Continental de AEW mientras este sea campeón.
  - El Campeonato Continental de AEW de Okada no estuvo en juego.

### 2025

#### Australia
Grand Slam: Australia fue un especial de televisión que se transmitió el 15 de febrero de 2025 por el canal televisivo estadounidense TNT y el servicio de streaming Max, desde el Brisbane Entertainment Centre en Brisbane, Australia.
- Kenny Omega & Will Ospreay derrotaron a Don Callis Family (Konosuke Takeshita & Kyle Fletcher) (con Don Callis) (23:50).
  - Ospreay cubrió a Takeshita después de un «One Winged Angel» de Omega, seguido de un «Hidden Blade».
  - Durante la lucha, Callis interfirió a favor de Don Callis Family.
- Mercedes Moné derrotó a Harley Cameron y retuvo el Campeonato TBS de AEW (12:45).
  - Moné cubrió a Cameron después de un «Moné Marker».
- Death Riders (Jon Moxley & Claudio Castagnoli) (con Marina Shafir) derrotó a Jay White & Cope en un Brisbane Brawl (14:40).
  - El árbitro detuvo la lucha después que Moxley dejara inconsciente a Cope con un «Bulldog Choke».
  - Durante la lucha, Shafir interfirió a favor de Death Riders.
- Kazuchika Okada derrotó a Buddy Matthews y retuvo el Campeonato Continental de AEW (13:25).
  - Okada cubrió a Matthews después de un «Rainmaker».
- «Timeless» Toni Storm (con Luther) derrotó a Mariah May y ganó el Campeonato Mundial Femenino de AEW (15:10).
  - Storm cubrió a May después de un «Storm Zero».

#### México
Grand Slam: México fue un especial de televisión que se transmitió el 18 de junio de 2025 por el canal televisivo estadounidense TBS, el servicio de streaming Max y Fox Sports México desde la Arena México en Ciudad de México, México. Este fue el primer evento de AEW en el país y la primera vez que Grand Slam se celebró dos veces en un año natural, después de Grand Slam: Australia en febrero.
- Adam Cole, Atlantis, Bandido, Daniel Garcia, Brody King, Atlantis Jr. & Templario derrotaron a Don Callis Family (Konosuke Takeshita, Kyle Fletcher, Lance Archer, Josh Alexander & Hechicero), Volador Jr. & Dax Harwood (con Stokely).
  - Atlantis cubrió a Harwood con un «Roll-Up».
  - Después de la lucha, Harwood atacó a Atlantis, pero fue detenido por Atlantis Jr.
- Kazuchika Okada (con Don Callis) derrotó a Mark Briscoe.
  - Okada cubrió a Briscoe después de un «Rainmaker».
  - Después de la lucha, Okada y Callis atacaron a Briscoe.
  - El Campeonato Continental  de AEW de Okada no estuvo en juego.
- Místico derrotó a MJF por descalificación.
  - El árbitro descalificó a MJF después de aplicarle un «Low Blow» a Místico.
  - Después de la lucha, The Hurt Syndicate atacó a Místico, pero fue detenido por Templario, Bandido, Titán, Mike Bailey y Kevin Knight.
- Hologram derrotó a Ricochet, Máscara Dorada y Lio Rush.
  - Hologram cubrió a Rush después de un «Portal Boom».
- Mercedes Moné derrotó a Zeuxis y ganó el Campeonato Mundial Femenil del CMLL.
  - Moné cubrió a Zeuxis después de un «Spanish Fly».
  - Después de la lucha, Mina Shirakawa distrajo a Moné para luego ser atacada por «Timeless» Toni Storm.
  - El Campeonato TBS de AEW de Moné no estuvo en juego.
- Death Riders (Jon Moxley & Wheeler Yuta), The Young Bucks (Matthew Jackson & Nicholas Jackson) & The Beast Mortos (con Marina Shafir) derrotaron a Swerve Strickland, Will Ospreay & The Opps (Samoa Joe, Powerhouse Hobbs & Katsuyori Shibata) (con Prince Nana).
  - Moxley cubrió a Strickland con un «Roll-Up».
  - Durante la lucha, Shafir interfirió a favor de Death Riders y The Young Bucks.
  - Después de la lucha, Death Riders y The Young Bucks atacaron a Strickland y The Opps, pero fueron detenidos por «Hangman» Adam Page.